# Deskohraní

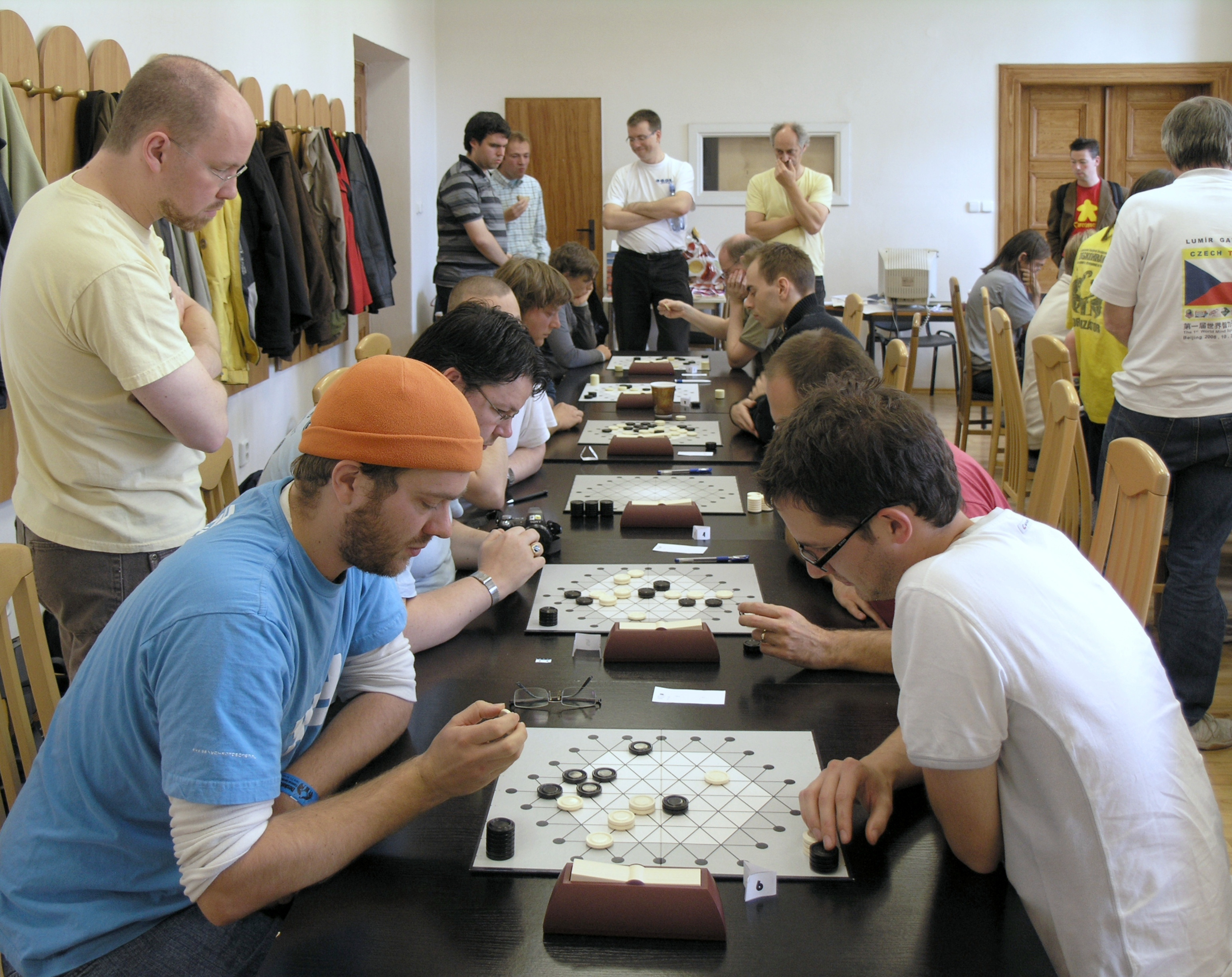
Turnaj v GIPFu v rámci mistrovství světa

Deskohraní je vícedenní festival (Central European Mind Sports Olympiad (festival)) deskových her pro nejširší veřejnost, který každoročně od roku 2001 pořádá v Praze spolek Duha – Děsír.

## Program festivalu
Pro nejširší veřejnost je k dispozici Ludotéka – herní prostor, kde si mohou lidé vyzkoušet a s pomocí organizátorů se naučit některou z několika stovek deskových her. Jako vodítko pro výběr deskových her je každoročně vyhlašována Hra roku.
Pro zkušenější hráče je k dispozici několik desítek turnajů, včetně několika mistrovství republiky, například mistrovství republiky v Catanu, Dominionu, Carcassonne nebo mistrovství republiky v deskových hrách družstev – Čtyřpohár. Většina turnajů je ale otevřená všem, dětem i dospělým, zkušeným i nezkušeným.
V roce 2008 se uskutečnilo v rámci festivalu mistrovství světa v GIPFu.

## Pětimysl (Pentamind)
Specialitou festivalu je nejen množství turnajů v deskových hrách, ale i soutěž o nejvšestrannějšího – hráče Pětimysl (Pentamind), která probíhá po celou dobu turnaje. Hráči v ní za jednotlivé turnaje získávají body a pět nejlepších výsledků se sečte.

## Organizátoři
Hlavním organizátorem festivalu je spolek Duha – Děsír, festival je však organizován ve spolupráci s mnoha deskoherními organizacemi jako: Česká asociace go, Česká asociace Scrabble, Česká federace Dámy, Česká federace Othello, Česká federace Piškvorek a Renju, Česká federace mankalových her a Česká deskoherní společnost.

## Historie
Deskohraní se koná pravidelně jednou za rok již od roku 2001. Z počátku se akce uskutečňovala v červnu, od třetího ročníku se ustálil podzimní, nejčastěji říjnový termín. Trvá většinou devět dní.

### 1.–9. ročník
- První ročník festivalu začal 1. července 2001 a byl zároveň součástí 5. ročníku celosvětové Mind Sports Olympiad (Olympiáda duševních sportů).[9] Proto dodnes nese v podtitulu její název. Akce trvala do 8. června a proběhla na dvou místech, na ostrově Žofín a v Tyršově domě na Malé Straně.
- Následný ročník proběhl ve dnech 16. až 23. června 2002 již jen v Tyršově domě, který od té doby tuto olympiádu hostí.
- Třetí ročník se konal 4. až 12. října 2003.
- Čtvrtý ročník Deskohraní se konal od 2. do 10. října 2004 a nabízel 80 turnajů v 34 hrách,[10] mimo jiné i pro piškvorkáře z celé republiky.[11]
- Pátý ročník (1. až 9. října 2005) představil novinku - dětský koutek.
- Šestý ročník (30. září až 8. října 2006) byl opět zakončen vyhlášením Hry roku, kterou se stala hra Ticket to Ride.[12]
- Sedmý ročník (28. září až 7. října 2007) přišel mimo jiné s tzv. Fórem autorů, které zde od té doby představuje, jak vznikají hry a nechává hráče testovat prototypy a pomáhat tak jejich vývoji.[13]
- Osmý ročník Deskohraní se konal již v září, a to od 27. září do 5. října 2008. Poprvé se objevilo noční hraní - návštěvníci mohou hrát hry celou noc až do rána.[2] Lákadlem bylo i Mistrovství světa v Gipf projektu, kterého se osobně zúčastnil i sám autor Kris Burm.[14]
- Devátý ročník (19. až 27. září 2009) nabídl přes tři stovky her k vyzkoušení a 80 turnajů k tomu.[15]

### 10.–19. ročník
Desátý ročník Deskohraní se konal 9. - 17. 10. 2010 v prostorách Tyršova domu. O akci informovala Česká televize v rámci programu Sama doma. Čtrnáctý ročník Deskohraní se konal 4. - 12. 10. 2014 v prostorách Tyršova domu. Na vyzkoušení bylo 480 různých her  Šestnáctý ročník Deskohraní proběhl od 22. do 30. října 2016. Kromě Tyršova domu se konal i v Městské knihovně na Mariánském náměstí.

## Další užití slova Deskohraní
Deskohraní je slovo s ochrannou známkou vlastněnou organizací Duha Desír, Pod tímto názvem spolek od roku 2001 pořádá mezinárodní festival deskových her. Slovo je se souhlasem vlastníka ochranné známky používáno i pro označení nekterých dalších akcí s deskovými hrami.